# Хендрик II ван Борселен
Хендрик II ван Борселен (нидерл. Hendrik II van Borselen; ок. 1404 — 15 марта 1474, замок Занденбург (Зеландия) — герр ван Вер и Флиссинген, ван Занденбург, сеньор де Фалез, граф де Гранпре.

## Биография
Сын Вольферта V ван Борселена и Хедвиги ван Борселен.
Наследовал своему отцу, будучи малолетним.
В 1423 стал советником в Голландии, в 1425, после победы над войском Якобины Баварской при Зирикзее, был произведен в рыцари Филиппом III Бургундским.
В 1436 году снарядил три корабля для участия в осаде Кале войсками герцога Бургундского. Во время ганзейского-нидерландской войны 1438—1441 годов занимался каперством, и в 1441 совершил рейд до устьев Эльбы и Везера, где захватил несколько гамбургских и бременских кораблей. Был адмиралом Голландии и генеральным наместником короля Франции для действий в войне на море (Lieutenant general sur le fait de la guerre de la mer).
В 1444 был одним из главных голландских сеньоров, принимавших в стране герцогиню Бургундскую, прибывшую для усмирения волнений крючков и трески.
В 1445 году на капитуле в Генте принят в рыцари ордена Золотого руна. Карл VII грамотами, данными в Разийи, близ Шинона, 26 ноября того же года, пожаловал ему пожизненный пенсион в 2 000 ливров.
В 1457 году прибыл на помощь герцогу Бургундскому, воевавшему с мятежными гентцами, приведя вместе с сеньором де Ланнуа и Рено II ван Бредероде три тысячи воинов. 
В 1467 году купил графство Гранпре в Шампани у Квентина ле Бутельера, который пяти годами ранее сам купил его у Эдуара II де Гранпре.
В 1470 году, после того как бежавший из Англии граф Уорик начал каперские атаки на бургундских купцов, Карл Смелый поручил ван Борселену вместе с адмиралом Фландрии Жоссом де Лаленом возглавить эскадру из 23 кораблей для борьбы с пиратами. 
В 1471 году командовал кораблями, переправившими в Англию войско Эдуарда IV. После победы над Уориком и Маргаритой Анжуйской Эдуард назначил Хендрика камергером и предоставил торговые привилегии его подданным, а Карл Смелый пожаловал ему владение Фалез в Льежском княжестве. В 1472 году купил часть Брауверсхафена.

## Семья
Жена (26.12.1429): Жанна де Альвен (Иоганна ван Халевин, ум. 18.03.1467), дочь Оливье ван Халевина, герра ван Хемсроде, и Маргариты де Ла Клит
Дети:
- Вольферт VI ван Борселен (ок. 1433—29.04.1487), герр ван Вер и Флиссинген. Жена 1) (1444): Мария Шотландская (1428—1465), графиня Бухан, дочь Якова I Шотландского и Джоанны Бофор; 2) (17.06.1468): Шарлотта де Бурбон-Монпансье (1449—1478), дочь Луи I де Бурбона, графа де Монпансье, и Габриели де Ла Тур
- Оливье ван Борселен
- Маргарита ван Борселен (ум. 29.08.1510). Муж (ок. 1455): Лодевик ван Грутхусе (ок. 1427—1492), 1-й граф Винчестер
- Анна ван Борселен. Муж: Гил ван Арнемюйден